# Enicospilus waigeui
Enicospilus waigeui är en stekelart som beskrevs av Ian D. Gauld och Mitchell 1981. Enicospilus waigeui ingår i släktet Enicospilus och familjen brokparasitsteklar. Inga underarter finns listade i Catalogue of Life.